# Карла Либкнехта (Луганская область)
Ка́рла Ли́бкнехта (укр. Карла Лібкнехта) / Марьевка (укр. Мар'ївка)  — село в Лутугинском районе Луганской области Украины. Под контролем самопровозглашённой Луганской Народной Республики. Входит в Волнухинский сельский совет.

## География
Соседние населённые пункты: сёла Волнухино, Новофёдоровка на западе, Петро-Николаевка, Верхняя Ореховка на северо-западе, Переможное на севере, Пятигоровка на северо-востоке, Первозвановка на востоке.

## История
12 мая 2016 года Верховная Рада Украины переименовала село в Марьевку в рамках кампании по декоммунизации на Украине. Переименование не было признано властями самопровозглашенной ЛНР.

## Население
Население по переписи 2001 года составляло 118 человек.

## Общие сведения
Почтовый индекс — 92031. Телефонный код — 6436. Занимает площадь 0,132 км².

## Местный совет
92031, Луганская обл., Лутугинский р-н, с. Новофёдоровка, ул. Советская, 23; тел. 99-2-60